# Кнурув
Кнурув (пол. Knurów, нім. Knurow) — місто в південній Польщі. Розташоване у Верхньосілезькому вугільному басейні.
Належить до Гливицького повіту Сілезького воєводства.
У місті народився польський співак Міхал Ґаш.
Місто відоме тим, що у ньому розташований офіс компанії Порталґеймс, виробника настільних ігор.

## Демографія
Демографічна структура станом на 31 березня 2011 року:
|          | Загалом | Допрацездатний вік | Працездатний вік | Постпрацездатний вік |
| -------- | ------- | ------------------ | ---------------- | -------------------- |
| Чоловіки | 19421   | 3648               | 13784            | 1989                 |
| Жінки    | 20174   | 3633               | 12330            | 4211                 |
| Разом    | 39595   | 7281               | 26114            | 6200                 |